# Stamppot

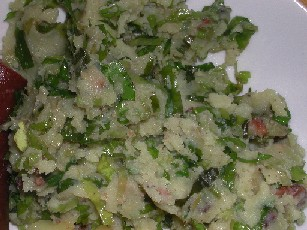
Stamppot típico con escarola y beicon - Stamppot andijvie

El stamppot o stoemp es un acompañamiento típico de los platos de la cocina flamenca, típico de Bélgica, el norte de Francia y Países Bajos, compuesto de puré de patata y verduras (por ejemplo, cebollas y zanahorias, puerros, espinacas, guisantes o col) y aromatizado con especias como tomillo o laurel. El stamppot es tan habitual en la cocina holandesa que recibe la denominación de plato nacional de Países Bajos. La palabra stamppot significa en holandés cazuela machacada, que es justo lo que se hace con la patata y con las verduras de este acompañamiento. Se trata de un plato típico de invierno.
Acompaña tradicionalmente morcillas asadas, tocino y huevos fritos, e incluso con alternativas familiares que lo sustituyen a veces por entrecôte o carne de caballo.

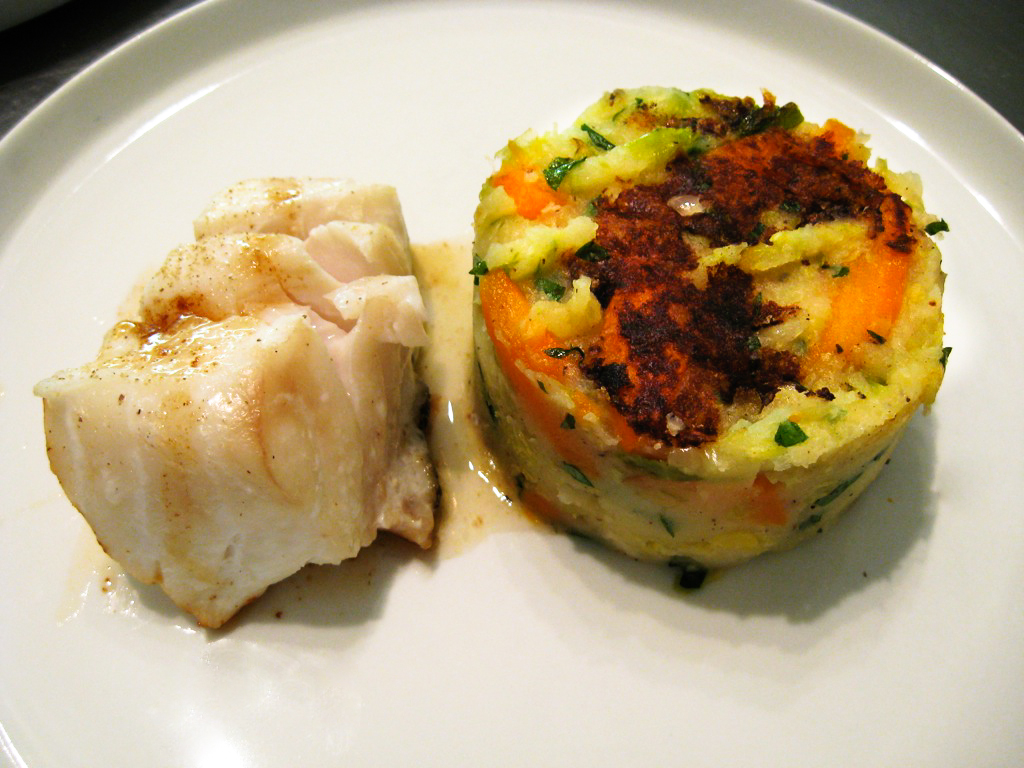
Bacalao con stoemp (derecha).

## Características
Suele elaborarse el stamppot con diferentes tipos de patatas cocidas en una cazuela con todos los ingredientes. Por regla general los ingredientes comunes a todas las variedades de stamppotten son: el puré de patata, la mantequilla y la leche empleadas en diferentes cantidades según la textura final que se le quiera dar al plato, en las últimas fases de machacamiento se añade diferentes verduras, de esta forma se tienen los diferentes stamppotten, a saber: 
- Stamppot boerenkool, elaborado con col verde y que se acompaña con salchicha y pedazos de tocino (speck). De contenido y aromas muy similares al típico grünkohlessen de la cocina alemana del norte.
- Hutspot, el puré de patatas se elabora con zanahorias y se acompaña de carne cocida. Muy popular en la ciudad de Leiden, especialmente durante el 3 de octubre, día en el cual se festeja su liberación de las tropas españolas "Leidens ontzet". Antiguamente se empleaba en lugar de la patata (desconocida en Europa) la chirivía.
- Stamppot zuurkool'. Mezclado con chucrut (zuurkool) y cebollas, se aromatiza generalmente con clavo de olor y bayas de enebro.
- Stamppot rode kool, se mezcla con lombarda y manzanas ácidas con pequeños toques de vinagre. Se aromatiza con clavo de olor.
- Stamppot spinazie, se mezcla con espinacas.
- Stamppot andijvie, se mezcla el puré con tiras de endivia (andijvie) y algunas láminas finas de speck.

## Social
El stamppot que proviene de origen humilde del alimento de los campesinos holandeses cobra en la cocina actual holandesa tintes muy variados. Antiguamente se consideraba un alimento barato asequible a la gran mayoría, hoy en día es un plato que acompaña a otros: generalmente carne en diferentes formas (uno de los más típicos es el Hachee vlees carne en hilachas). No obstante, sea como sea empleado cuando aparece en la mesa proporciona el típico 'carácter' de la cocina holandesa.